# Pawoł Nedo
Pawoł Nedo, německy Paul Nedo (1. listopadu 1908 Kotitz, hornolužickosrbsky Kotecy, část města Weißenberg, hornolužickosrbsky Wóspork – 24. května 1984 Lipsko), byl lužickosrbský učitel, folklórista – sorabista, sběratel a vydavatel lužickosrbských lidových pohádek, přísloví a folklóru.
Působil jako univerzitní profesor na Lipské univerzitě a na Humboldtově univerzitě v Berlíně. Byl vedoucím politickým bojovníkem za práva Lužických Srbů. V letech 1933 až 1950 byl předsedou spolku Domowina. Napsal několik knih a článků.

## Život
Pawoł Nedo vyrůstal v protestantské dělnické rodině lužickosrbského původu, která však neměla prakticky žádné národní cítění a (v důsledku v Lužici dlouhodobě působící germanizace) mluvila už jen německy. Pawoł Nedo se ale naučil lužickou srbštinu a začal studovat lužickosrbský folklór. Od roku 1928 studoval na univerzitě v Lipsku germanistiku, etnologii a pedagogiku. Během studia se aktivně účastnil společenských a kulturních aktivit Spolku lužickosrbských studentů. V roce 1930 se stal členem Matice srbskolužické.
Svou profesionální kariéru začal v roce 1931, kdy pracoval jako učitel na lužickosrbských venkovských školách v budyšínském regionu. V roce 1933 byl zvolen předsedou organizace Domowina. Významně se zasloužil o rozšíření její členské základny a snažil se i o rozšíření spektra její činnosti o zastupování hospodářských, politických a jiných zájmů Lužických Srbů.
Poté, co byla činnost Domowiny a všech ostatních lužickosrbských organizací v roce 1937 zakázána nacistickými úřady, a Nedovi jako učiteli hrozilo přeložení mimo Lužici, opustil státní službu a přestěhoval se do Berlína, kde do roku 1939 pracoval v polských družstevních bankách. V listopadu téhož roku byl zatčen pro podezření z kontaktů s polskou rozvědkou. V roce 1942 byl povolán do Wehrmachtu. V letech 1944 až 1945 byl opět uvězněn pro podezření z vlastizrady. Po propuštění (v dubnu 1945) se vrátil do Lužice a vstoupil do Komunistické strany Německa.
V letech 1945 až 1950 byl Pawoł Nedo předsedou obnovené Domowiny. Angažoval se při organizování školního a vysokoškolského vzdělávání Lužických Srbů. Koncem 40. let 20. století inicioval první rozhlasové pořady v lužickosrbských jazycích. Největším úspěchem jeho angažovanosti bylo schválení Zákona na ochranu práv lužickosrbského obyvatelstva, Saským zemským sněmem, dne 23. března 1948, který poprvé upravoval právo Lužických Srbů na ochranu a podporu. Pawoł Nedo dostal za úkol zřídit orgán státní správy a působil jako vedoucí lužickosrbského úřadu pro kulturu a vzdělávání dospělých v Budyšíně. Jeho budišínské období skončilo poté, co se (v důsledku očerňování z buržoazní nacionalismu) v roce 1950 vzdal předsednictví Domowiny.
V roce 1950 se přestěhoval do Drážďan, kde pracoval na saském ministerstvu lidové osvěty a zabýval se otázkami umění a kultury v těchto strukturách. Působil také v Ústavu pro výzkum lidového umění. V tomto období se intenzivně věnoval sorabistice a obhájil disertační práci o lužickosrbských lidových pohádkách. Kromě toho k jeho výzkumným zájmům patřilo i studium lužickosrbského lidového oděvu. Od roku 1951 působil na Lipské univerzitě (od roku 1959 profesor). Sehrál významnou roli při založení Srbského institutu (dnes Institut sorabistiky na Lipské univerzitě) a byl jeho prvním ředitelem (1951 až 1964). Velkou měrou se zasloužil io organizaci práce Institutu pro srbská lidová studia (nyní Srbský institut, Serbski institut, Sorbisches Institut). V roce 1958 mu byla udělena Cena Jakuba Čišinského. V roce 1964 přešel na Humboldtovu univerzitu v Berlíně, kde působil jako profesor. Po odchodu do důchodu (1968) se soustředil na vědeckou práci.

## Dílo (výběr)
- Die Tracht der Sorben um Schleife (Bautzen, 1954)
- Sorbische Volkstrachten (Bautzen, 1954)
- Sorbische Volksmärchen (Bautzen, 1956)
- Die Lausitz. Sorbische Trachten (Berlin, 1956)
- Krabat: Zur Entstehung einer demokratischen sorbischen Volkserzählung. In: Deutsches Jahrbuch für Volkskunde, 2, 1956, s. 33 – 50
- Grundriss der sorbischen Volksdichtung (Bautzen, 1966)
- Sorbische Volkskunst (Bautzen, 1968)
- Sorbische Kultur: Eine Einführung in Vergangenheit und Gegenwart (Bautzen, 1975)

### Překlady do češtiny
- Zvonící lipka : pohádky západních Slovan
- Smolný Petr